# エスアイ
エスアイは、東京都新宿区に本社を置く出版社である。
健康保険組合機関誌（けんぽだより）、健康保険ガイド、企業広報誌、保健指導冊子を中心に制作している。

## 主な事業
健康保険組合機関誌、健康保険ガイド・社会保険関連商品、各種企業・団体広報誌、保健指導冊子・パンフレット、ホームページ制作などを行っている。